# Utacapnia columbiana
Utacapnia columbiana är en bäcksländeart som först beskrevs av Peter Walter Claassen 1924.  Utacapnia columbiana ingår i släktet Utacapnia och familjen småbäcksländor. Inga underarter finns listade i Catalogue of Life.